# An Cheon-yeong
An Cheon-yeong (kor. 안천영; ur. 1 lipca 1944) – południowokoreański zapaśnik walczący w stylu klasycznym. Dwukrotny olimpijczyk. Zajął dziesiąte miejsce w Meksyku 1968 i siedemnaste w Monachium 1972. Startował w kategorii do 57 kg.

## Letnie Igrzyska Olimpijskie 1968
| Konkurencja          | Rundy eliminacyjne       | Rundy eliminacyjne   | Rundy eliminacyjne | Rundy eliminacyjne     | Klas. końcowa |
| Konkurencja          | Przeciwnik I             | Przeciwnik II        | Przeciwnik III     | Przeciwnik IV          | Miejsce       |
| -------------------- | ------------------------ | -------------------- | ------------------ | ---------------------- | ------------- |
| 57 kg styl klasyczny | Khalifa Karouane (MAR) Z | Józef Lipień (POL) R | Kaya Özcan (TUR) Z | Oton Moschidis (GRE) P | 10.           |

## Letnie Igrzyska Olimpijskie 1972
| Konkurencja          | Rundy eliminacyjne      | Rundy eliminacyjne    | Klas. końcowa |
| Konkurencja          | Przeciwnik I            | Przeciwnik II         | Miejsce       |
| -------------------- | ----------------------- | --------------------- | ------------- |
| 57 kg styl klasyczny | Dave Hazewinkel (USA) Z | Risto Björlin (FIN) P | 17.           |